# Bernhard von Brauchitsch
Bernhard Eduard Adolf von Brauchitsch (* 12. Oktober 1833 in Berlin; † 7. Mai 1910 in Naumburg (Saale)) war ein preußischer General der Kavallerie.

## Leben

### Herkunft
Bernhard entstammte dem schlesischen Adelsgeschlecht von Brauchitsch. Er war der Sohn des Adolf von Brauchitsch (1800–1876) und dessen Ehefrau Emilie Helene, geborene von Braunschweig (1809–1866).

### Militärlaufbahn
Nach seiner Schulausbildung startete Bernhard ein Studium der Rechte und Kameralwissenschaften an den Universitäten Bonn, Heidelberg, Halle und Berlin. Nach erfolgreichem Abschluss des Studiums arbeitete er ab 1855 als Auskultator und ab 1857 als Referendar. 1859 trat er in den Militärdienst. Bernhard nahm am Deutschen Krieg von 1866 teil und wurde 1867 in das Kriegsministerium versetzt. Nach dem gewonnenen Krieg gegen Frankreich wirkte er ab 1871 als Generalstabsoffizier beim Generalgouvernement Lothringen. Weitere Dienststellen folgten. Vom 26. April 1889 bis zum 19. September 1890 war er als Generalmajor Inspekteur der Kriegsschulen. Nach der Pensionierung des amtierenden Direktors der Preußischen Kriegsakademie in Berlin, Unter den Linden 74, Arthur von Lattré übernahm er im September 1890 bis zum 18. April 1896 das Amt des Direktors der Kriegsakademie.
Sein Grab befindet sich auf dem Berliner Invalidenfriedhof.

### Familie
Brauchitsch heiratete am 12. März 1864 Charlotte von Gordon (1844–1906). Sie hatten sieben gemeinsame Kinder:
- Gottfried Adolf Ernst (1866–1924), preußischer Generalmajor ⚭ Luise (Lucky) Arnsperger (* 1870)
- Hedwig Emilie Ottilie (* 1868), Diakonissin
- Agnes Charlotte Clara (1869–1945) ⚭ 1903 Hans von Haeften (1870–1937), deutscher Generalmajor und Präsident des Reichsarchivs
- Gertrud (*/† 1874)
- Adolf (1876–1935), deutscher Generalmajor
- Walther (1881–1948), deutscher Generalfeldmarschall
- Eduard Emil Max (1886–1918), Regierungsassessor, gefallen als Oberleutnant der Reserve und Batterieführer in der 3. Garde-Feldartillerie-Regiment bei Folies, Frankreich, am 28. März 1918[2]